# 1. slovenská národní hokejová liga 1984/1985
1. slovenská národní hokejová liga 1984/1985 byla 16. ročníkem jedné ze skupin československé druhé nejvyšší hokejové soutěže.

## Systém soutěže
Všech 12 týmů se utkalo čtyřkolově každý s každým (celkem 44 kol). Vítěz základní části postoupil do kvalifikace o nejvyšší soutěž, které se účastnil i vítěz 1. SNHL a poslední tým nejvyšší soutěže.
Poslední tým po základní části sestoupil do nově vzniklé 2. SNHL.

## Základní část
| Poř. | Tým                            | Zápasy | Výhry | Remízy | Prohry | Skóre   | Body |
| ---- | ------------------------------ | ------ | ----- | ------ | ------ | ------- | ---- |
| 1.   | PS Poprad                      | 44     | 26    | 9      | 9      | 205:132 | 61   |
| 2.   | Spartak ZŤS Dubnica nad Váhom  | 44     | 25    | 8      | 11     | 165:115 | 58   |
| 3.   | ZŤS Martin                     | 44     | 22    | 10     | 12     | 172:142 | 54   |
| 4.   | VTJ Michalovce                 | 44     | 23    | 5      | 16     | 197:152 | 51   |
| 5.   | ZVL Skalica                    | 44     | 20    | 10     | 14     | 158:138 | 50   |
| 6.   | VTJ Topoľčany                  | 44     | 23    | 3      | 18     | 196:165 | 49   |
| 7.   | Partizán Liptovský Mikuláš     | 44     | 18    | 7      | 19     | 160:180 | 43   |
| 8.   | ZTK Zvolen                     | 44     | 17    | 8      | 19     | 170:178 | 42   |
| 9.   | Plastika Nitra                 | 44     | 16    | 9      | 19     | 140:153 | 41   |
| 10.  | Iskra Smrečina Banská Bystrica | 44     | 11    | 9      | 24     | 150:193 | 31   |
| 11.  | ZPA Prešov                     | 44     | 10    | 8      | 26     | 128:200 | 28   |
| 12.  | Slávia Ekonóm Bratislava       | 44     | 8     | 4      | 32     | 159:252 | 20   |

- Tým PS Poprad postoupil do kvalifikace o nejvyšší soutěž, ve které ale neuspěl.
- Tým Slávia Ekonóm Bratislava sestoupil do nově vzniklé 2. SNHL. Nahradil ho vítěz kvalifikace krajských přeborníků ZVL Žilina.

## Kádr PS Poprad
- Brankaři: Sidor, Babura, Orenič, Skovajsa, Svitana
- Hráči v poli: Tomo, Dzura, Lavko, P. Kobezda, Repaský, J. Ilavský, Bendík, Lojda, Novák, Boroš, Štolc, Jozef Šeliga, A. Szűcs, Čapka, A. Lach st., Handzuš, J. Skokan, Wittlinger, R. Fedor, Regec, Závacký, Vasilko, Srnka, Lidický, Brtáň
- Trenéři: J. Lidický, J. Šupler